# Gare de Saint-Fons
La gare de Saint-Fons est une gare ferroviaire française de la ligne de Paris-Lyon à Marseille-Saint-Charles, située sur le territoire de la commune de Saint-Fons, dans la métropole de Lyon, en région Auvergne-Rhône-Alpes.
C'est une halte voyageurs de la Société nationale des chemins de fer français (SNCF), desservie par des trains TER Auvergne-Rhône-Alpes.

## Situation ferroviaire
Elle est située au point kilométrique (PK) 516,717 de la ligne de Paris-Lyon à Marseille-Saint-Charles. Son altitude est de 165 m.

## Histoire
La gare de Saint-Fons fut ouverte le 16 avril[réf. nécessaire]1855 par la Compagnie du chemin de fer de Lyon à la Méditerranée. Saint-Fons était alors un quartier de Vénissieux et elle fut donc la première gare de Vénissieux. Quelque temps plus tard, une deuxième gare fut ouverte dans le bourg de Vénissieux. À la fin du XIXe siècle, l'industrialisation grandissante de ce quartier due en grande partie à l'industrie chimique rendit nécessaire l'installation de cette gare.

## Service des voyageurs

### Desserte
La gare est desservie par les trains du réseau TER Auvergne-Rhône-Alpes.

## Service des marchandises
Cette gare est ouverte au service du fret (toutes marchandises et wagon isolé).